# Sylvains-les-Moulins
Sylvains-les-Moulins – miejscowość i gmina we Francji, w regionie Normandia, w departamencie Eure. W 2013 roku populacja gminy wynosiła 1238 mieszkańców. 
1 stycznia 2016 roku połączono dwie wcześniejsze gminy: Sylvains-les-Moulins oraz Villalet. Siedzibą gminy została miejscowość Sylvains-les-Moulins, a nowa gmina przyjęła jej nazwę. 